# Sebastes paucispinis
Espèce
Sebastes paucispinis est une espèce de poissons de l'ordre des Scorpaeniformes.